# Renzo Mori
Renzo Mori (Milano, 1890 – Milano, 16 aprile 1962) è stato un tenore italiano attivo dagli anni venti agli anni quaranta.

## Biografia
Noto per il proprio timbro vocale dolce e sonoro, è stato un celebre cantante degli anni trenta, ricordato per aver lanciato O mia bela Madunina di Giovanni D'Anzi e anche per aver inciso canzoni inneggianti al regime fascista.
Iniziò a farsi conoscere negli anni '20, quando incise i primi dischi per la Edison Bell; nello stesso periodo debuttò alla radio come interprete di operette con il mezzosoprano Elvira  Ravelli.

## Discografia parziale

### 78 giri
- 1933 – La campagnola/Bimba ticinese (Disco "Grammofono",  R 14856)
- 1935 – Dimmela/Ai miei tempi (Disco "Grammofono",   GW 1129)
- 1936 – Primavera a Torino/Torinopoli (Disco "Grammofono", HN 1015)
- 1936 – Veggia stazion/Madonina (Disco "Grammofono", HN 1055)
- 1936 – Signorina bo bo bo/Sì e no (Disco "Grammofono", HN 1056)
- 1939 – Madonnina/Milan e poue pu! (Disco "Grammofono", HN 1519)
- 1939 – La mia Gigogin/Forza Inter (Disco "Grammofono", HN 1548)
- 1939 – Bel soldatin/Piccolo caporale (Disco "Grammofono", HN 1614)